# Open 13 Provence 2025 - Qualificazioni singolare
Le qualificazioni del singolare del Open 13 Provence 2025 sono state un torneo di tennis preliminare per accedere alla fase finale della manifestazione. I vincitori dell'ultimo turno sono entrati di diritto nel tabellone principale. In caso di ritiro di uno o più giocatori aventi diritto a questi sono subentrati i lucky loser, ossia i giocatori che hanno perso nell'ultimo turno ma che avevano una classifica più alta rispetto agli altri partecipanti che avevano comunque perso nel turno finale.

## Teste di serie
1. Kamil Majchrzak (primo turno)
2. Jozef Kovalík (primo turno)
3. Martín Landaluce (primo turno)
4. Matteo Gigante (primo turno)

1. Lukáš Klein (ultimo turno)
2. Luca Van Assche (ultimo turno)
3. Henri Squire (primo turno, ritirato)
4. Pierre-Hugues Herbert (qualificato)

## Qualificati
1. Pierre-Hugues Herbert
2. Arthur Géa

1. Clément Chidekh
2. Hugo Grenier

## Lucky loser
1. Manuel Guinard

1. Luca Van Assche

## Tabellone

### Sezione 1
|  | Primo turno | Primo turno           | Primo turno           | Primo turno | Primo turno |  |  | Ultimo turno | Ultimo turno          | Ultimo turno | Ultimo turno | Ultimo turno |  |
|  |             |                       |                       |             |             |  |  |              |                       |              |              |              |  |
|  | 1           | Kamil Majchrzak       | Kamil Majchrzak       | 5           | 67          |  |  |              |                       |              |              |              |  |
|  | WC          | Manuel Guinard        | Manuel Guinard        | 7           | 7           |  |  | WC           | Manuel Guinard        | 6            | 4            | 3            |  |
|  |             | Calvin Hemery         | Calvin Hemery         | 2           | 3           |  |  | 8            | Pierre-Hugues Herbert | 3            | 6            | 6            |  |
|  | 8           | Pierre-Hugues Herbert | Pierre-Hugues Herbert | 6           | 6           |  |  |              |                       |              |              |              |  |

### Sezione 2
|  | Primo turno | Primo turno     | Primo turno     | Primo turno | Primo turno |  |  | Ultimo turno | Ultimo turno    | Ultimo turno    | Ultimo turno | Ultimo turno |  |
|  |             |                 |                 |             |             |  |  |              |                 |                 |              |              |  |
|  | 2           | Jozef Kovalík   | Jozef Kovalík   | 5           | 2           |  |  |              |                 |                 |              |              |  |
|  | PR          | Yosuke Watanuki | Yosuke Watanuki | 7           | 6           |  |  | PR           | Yosuke Watanuki | Yosuke Watanuki | 62           | 4            |  |
|  | WC          | Arthur Géa      | Arthur Géa      | 7           | 0           |  |  | WC           | Arthur Géa      | Arthur Géa      | 7            | 6            |  |
|  | 7           | Henri Squire    | Henri Squire    | 5           | 0r          |  |  |              |                 |                 |              |              |  |

### Sezione 3
|  | Primo turno | Primo turno      | Primo turno      | Primo turno | Primo turno |  |  | Ultimo turno | Ultimo turno    | Ultimo turno | Ultimo turno | Ultimo turno |  |
|  |             |                  |                  |             |             |  |  |              |                 |              |              |              |  |
|  | 3           | Martín Landaluce | Martín Landaluce | 3           | 3           |  |  |              |                 |              |              |              |  |
|  |             | Clément Chidekh  | Clément Chidekh  | 6           | 6           |  |  |              | Clément Chidekh | 6            | 4            | 7            |  |
|  | Alt         | Matteo Martineau | Matteo Martineau | 63          | 4           |  |  | 6            | Luca Van Assche | 4            | 6            | 5            |  |
|  | 6           | Luca Van Assche  | Luca Van Assche  | 7           | 6           |  |  |              |                 |              |              |              |  |

### Sezione 4
|  | Primo turno | Primo turno      | Primo turno      | Primo turno | Primo turno |  |  | Ultimo turno | Ultimo turno | Ultimo turno | Ultimo turno | Ultimo turno |  |
|  |             |                  |                  |             |             |  |  |              |              |              |              |              |  |
|  | 4           | Matteo Gigante   | 6                | 3           | 3           |  |  |              |              |              |              |              |  |
|  |             | Hugo Grenier     | 3                | 6           | 6           |  |  |              | Hugo Grenier | 2            | 7            | 7            |  |
|  |             | Alibek Kachmazov | Alibek Kachmazov | 1           | 63          |  |  | 5            | Lukáš Klein  | 6            | 68           | 5            |  |
|  | 5           | Lukáš Klein      | Lukáš Klein      | 6           | 7           |  |  |              |              |              |              |              |  |